# Walker County (Alabama)
Walker County is een county in de Amerikaanse staat Alabama.
De county heeft een landoppervlakte van 2.057 km² en telt 70.713 inwoners (volkstelling 2000). De hoofdplaats is Jasper.